# Horst Bernhardt
Horst Bernhard (Lipsia, 26 gennaio 1951) è un bobbista tedesco.

## Biografia
Viene ricordato come vincitore di una medaglia d'oro nella sua disciplina, vittoria ottenuta ai campionati mondiali del 1978 (edizione tenutasi a Lake Placid, Stati Uniti d'America) insieme ai suoi connazionali Horst Schönau, Harald Seifert e Bogdan Musiol
Nell'edizione l'argento andò alla nazionale svizzera il bronzo all'altra nazionale tedesca.